# Aloinopsis luckhoffii
Aloinopsis  luckhoffii es una especie de planta suculenta perteneciente a la familia de las aizoáceas. Es originaria de Sudáfrica.

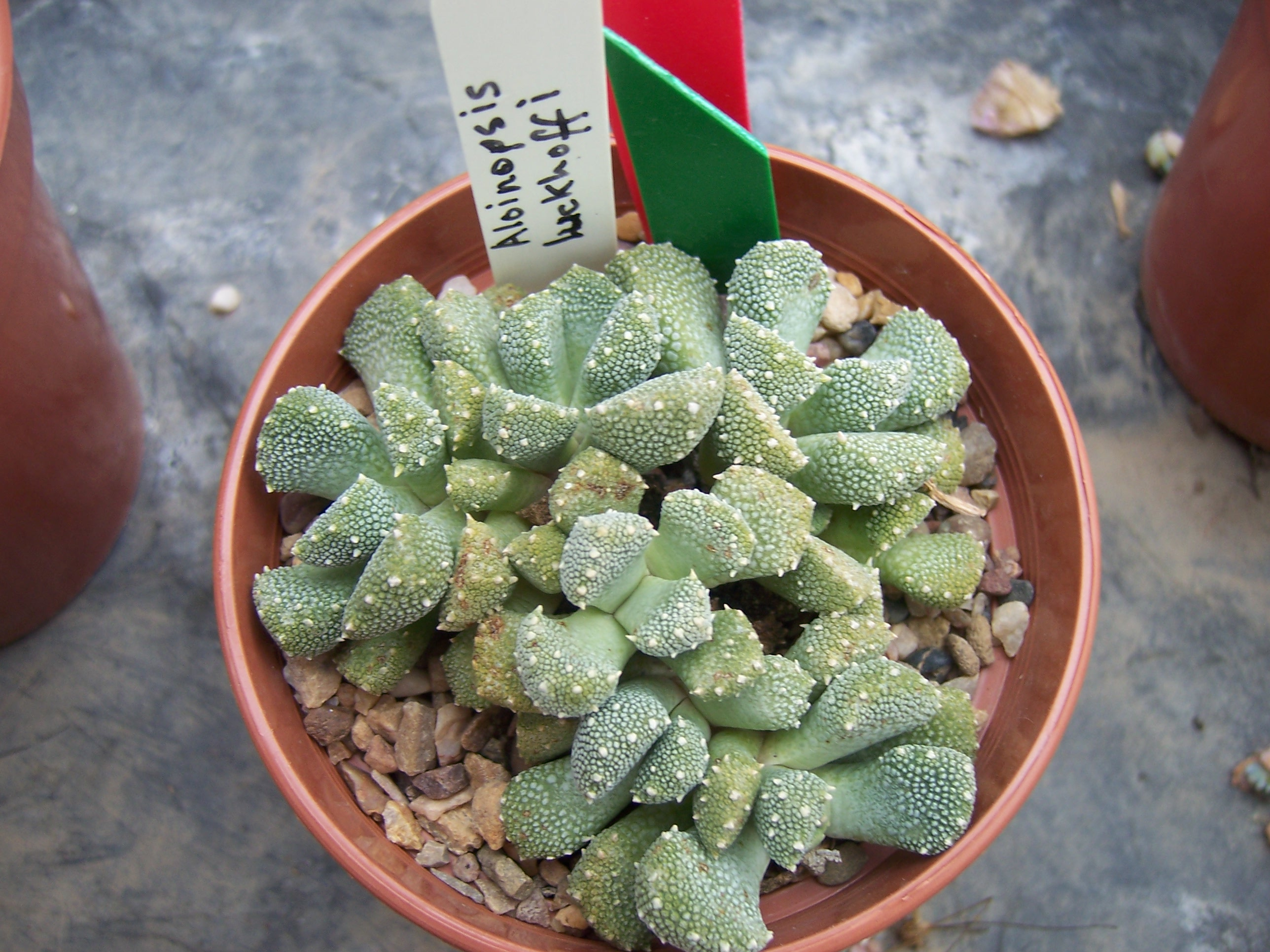
Vista de la planta

## Descripción
Es una pequeña planta suculenta perennifolia que alcanza un tamaño de 3 a 5 cm de altura a una altitud de  700 - 900 metros en Sudáfrica.

## Taxonomía
Aloinopsis  luckhoffii fue descrita por (L.Bolus) L.Bolus y publicado en Notes Mesembryanthemum [H.M.L. Bolus] 3: 378. 1958
Etimología
Aloinopsis: nombre genérico que significa "similar al Aloe"
luckhoffii: epíteto otorgado en honor del botánico Carl August Lückhoff.
Sinonimia
- Titanopsis luckhoffii L.Bolus basónimo
- Nananthus luckhoffii (L.Bolus) L.Bolus
- Nananthus lodewykii (L.Bolus) L.Bolus
- Aloinopsis lodewykii L.Bolus (1937)
- Nananthus setiferus (L.Bolus) G.D.Rowley
- Aloinopsis setifera (L.Bolus) L.Bolus
- Titanopsis setifera L.Bolus (1933)
- Aloinopsis villetii (L.Bolus) L.Bolus
- Nananthus villetii L.Bolus (1938)[3]